# روبرت فولز
روبرت فولز (بالإنجليزية: Robert Falls)‏ هو مخرج أمريكي، ولد في 2 مارس 1954 في أشلند في الولايات المتحدة.

## وصلات خارجية
- روبرت فولز على موقع IMDb (الإنجليزية)
- روبرت فولز على موقع الموسوعة البريطانية (الإنجليزية)
- روبرت فولز على موقع ميوزك برينز (الإنجليزية)
- روبرت فولز على موقع قاعدة بيانات برودواي على الإنترنت (الإنجليزية)
- روبرت فولز على موقع ديسكوغز (الإنجليزية)